# Ungsvenskarna SDU
Ungsvenskarna SDU är ett nätverk inom Sverigedemokraterna som fungerar som dess ungdomsförbund. Det grundades den 1 oktober 2015  efter att moderpartiet brutit med sitt tidigare ungdomsförbund. Förbundsordförande är Denice Westerberg.
Till skillnad från det tidigare ungdomsförbundet och de övriga partipolitiska ungdomsförbund är Ungsvenskarna SDU ingen fristående organisation från moderpartiet. Medlemskap löses således i moderpartiet, vilket medför att den lägsta åldern för medlemskap är 13 år. En annan skillnad jämfört med andra ungdomsförbund är att delegaterna till Ungsvenskarnas förbundskongress inte väljs av förbundets medlemmar utan utses av dess ledning.
Enligt Jimmie Åkesson, Sverigedemokraternas partiordförande, är organisationens huvudsakliga uppgift att under valrörelsen "locka ungdomar att rösta på partiet" och mellan valrörelserna "bygga en återväxt för partiet". Organisationen skriver själva att dess huvuduppgift är att "förbereda unga människor för att bli framtida sverigedemokratiska politiker." Förbundet använder Engelbrektsbågen som symbol och beskriver sig som demokratiskt och socialkonservativt med nationalistisk grundsyn.

## Historia
Bildandet föregicks av en långdragen konflikt mellan Sverigedemokraterna och det tidigare ungdomsförbundet Sverigedemokratisk Ungdom under Gustav Kasselstrands ledning. Medan moderpartiet menade att SDU företrädde en alltför radikal nationalistisk linje, menade ungdomsförbundets ledning att konflikten snarare bottnade i partiledningens maktfullkomlighet och brist på respekt för interndemokratin. Konflikten kulminerade under förbundskongressen i september 2015, då valberedningens kandidat Jessica Ohlson vann striden om posten som förbundsordförande mot partiledningens kandidat Tobias Andersson. Några timmar efter valet bestämde sig Sverigedemokraterna för att bryta med sitt ungdomsförbund, och några dagar därefter uteslöts hela förbundsledningen ur partiet.
Den 1 oktober 2015 lanserade Sverigedemokraterna sitt nya ungdomsförbund med Tobias Andersson som nationella talesperson.

## Symboler

Engelbrektsbågen.

Både namnet "Ungsvenskarna" och symbolen Engelbrektsbågen användes tidigare av nuvarande Moderata ungdomsförbundet sedan Allmänna valmansförbundet (nuvarande Moderaterna) brutit med sin tidigare ungdomsorganisation SNF, sedan dessa närmat sig nazismen.
Ungsvenskarnas nationella talesperson Tobias Andersson uttryckte i en intervju att Moderata ungdomsförbundet antagligen skulle "ha problem" med användandet, men att "det blir en del snack om det här och det är positivt för vår del". MUF:s dåvarande ordförande Rasmus Törnblom meddelade å sin sida att förbundet ser över möjligheterna att juridiskt ifrågasätta användandet av namnet och symbolen.

## Lista över nationella talespersoner

### Förbundsordförande (fd. nationell talesperson)
- 2015–2022 Tobias Andersson (nationell talesperson)[14]

- 2022–2024 Emil Eneblad (nationell talesperson)[15]

- 2024–framåt Denice Westerberg[16]

## Lista över förbundssekreterare

### Förbundssekreterare
- 2015–2017 Jenny Ribsskog[17][18]
- 2017–2018 Ebba Hermansson[19]
- 2018–2019 Dennis Askling[20]
- 2019–2021 Findel Madison[21][22]
- 2021–2022 Destiny Ameen[23]
- 2022–2024 Linus Nilsson[24]
- 2024–framåt Axel Hugosson